# Лайчжоу
Лайчжоу (кит. спр. 莱州市, піньїнь: Láizhōu Shì) — місто-повіт в центральнокитайській провінції Шаньдун, складова міста Яньтай.

## Географія
Лайчжоу виходить до південного берега Бохайської затоки Жовтого моря.

### Клімат
Місто знаходиться у зоні, котра характеризується вологим субтропічним кліматом. Найтепліший місяць — липень із середньою температурою 25.6 °C (78.1 °F). Найхолодніший місяць — січень, із середньою температурою -3 °С (26.6 °F).
| Клімат Лайчжоу          | Клімат Лайчжоу | Клімат Лайчжоу | Клімат Лайчжоу | Клімат Лайчжоу | Клімат Лайчжоу | Клімат Лайчжоу | Клімат Лайчжоу | Клімат Лайчжоу | Клімат Лайчжоу | Клімат Лайчжоу | Клімат Лайчжоу | Клімат Лайчжоу | Клімат Лайчжоу |
| Показник                | Січ.           | Лют.           | Бер.           | Квіт.          | Трав.          | Черв.          | Лип.           | Серп.          | Вер.           | Жовт.          | Лист.          | Груд.          | Рік            |
| Середня температура, °C | −3             | −1,4           | 4,4            | 11,7           | 17,7           | 22,6           | 25,6           | 25,1           | 20,1           | 14,3           | 6,8            | −0,1           | 12             |
| Норма опадів, мм        | 8              | 9.7            | 14.1           | 34.3           | 40.7           | 74.8           | 181.3          | 140.7          | 63.8           | 34.3           | 22.9           | 10             | 634.6          |
| Днів з опадами          | 3,8            | 3,9            | 4,3            | 6,8            | 6,5            | 9,8            | 15,3           | 12,5           | 9,1            | 7,5            | 6,4            | 4,4            | 90,3           |
| Вологість повітря, %    | 58.6           | 59             | 57             | 57.5           | 59.7           | 69.5           | 82             | 80             | 68.7           | 63.5           | 61.4           | 59.3           | 64.7           |
| ----------------------- | -------------- | -------------- | -------------- | -------------- | -------------- | -------------- | -------------- | -------------- | -------------- | -------------- | -------------- | -------------- | -------------- |
| Джерело: Weatherbase    |                |                |                |                |                |                |                |                |                |                |                |                |                |